# Heterocampa astarte
Heterocampa astarte är en fjärilsart som beskrevs av Doubleday 1841. Heterocampa astarte ingår i släktet Heterocampa och familjen tandspinnare. Inga underarter finns listade i Catalogue of Life.